# Adjectius i gentilicis per a objectes astronòmics
A continuació es poden trobar una sèrie de llistes d'adjectius de cossos celestes i en alguns casos els seus gentilicis, per denominar els noms d'habitants proposats per aquests objectes. En aquest article s'intenten esmentar una sèrie d'adjectius generals i gentilicis, citant als autors que els utilitzen en un context científic propi de l'astronomia o ciències relacionades amb l'astronomia.
Segons M. Teresa Cabré, en català es poden formar adjectius a partir dels noms per mitjà de sufixos. Seguint l'autora esmentada trobam també que es poden formar adjectius que expressen una relació general afegint els sufixos +er, +ar, +ari (com a cometari), +ífic, +ioide, +i, i també es pot afegir un sufix que crea adjectius que també es poden considerar gentilicis, són: +à, +í, +enc, +és. Hi ha adjectius que indiquen: “propi de”, afegint els sufixos: +esc, +ívol, +al (i. e. asteroidal, universal). També podem trobar adjectius que indiquen “partidari o seguidor de” amb els sufix: +ià. Finalment els adjectius possessius es formen afegint els sufixos: +ós, +at, +ut. En gairebé tots el sufixos l'accent del sufix s'imposa a l'accent del radical original, però hi ha excepcions, en els casos de +ia, +i, +ic. Hi ha una sèrie de sufixos, originàriament valoratius, com en el cas de +arro,+às, +et, +ell, +ic, +ill, +im, +ó, +ol, +ot, que han servit per crear mots a partir d'un altre original, però que en l'actualitat no tenen un rendiment important a l'hora de formar noves paraules. Els sufixos adjectivadors més freqüents per crear neologismes són: +ià, +ista, +dor, +ble, +ic, +al, +er, +ori, +esc, +ós, +ari, +istic, +iu, +aire, +enc, +ar, +eta, +il, +ivol.

## Nom genèric dels cossos extraterrestres
La següent taula està basada en Amigó i Ochando 2001, p. 67
| Nom             | Adjectiu                                      |
| --------------- | --------------------------------------------- |
| asteroide       | asteroidal                                    |
| cometa          | cometari, cometària                           |
| cosmos, univers | còsmic, universal                             |
| eclíptica       | eclíptic-a, zodiacal                          |
| galàxia         | galàctic                                      |
| meteoroide      | meteoroidal                                   |
| nebulosa        | nebular                                       |
| planeta         | planetari,                                    |
| planetoide      | planetoidal                                   |
| quasar          | quasàric                                      |
| cel             | celeste                                       |
| estel           | estel·lar,                                    |
| supernova       | (en català no hi ha un adjectiu corresponent) |

## Constel·lacions
Les formes adjectives corresponents a les constel·lacions s'utilitzen principalment per les pluges de meteors. Aquests adjectius es basen en la forma del genitiu de la constel·lació (en llatí), que s'utilitza per anomenar les estrelles. (Vegeu: constel·lació) Els adjectius usats de forma independent són menys comuns.
| Nom segons la UAI      | Adjectiu    | Adjectiu (derivat de) |
| ---------------------- | ----------- | --------------------- |
| Andromeda              |             | Andromèdid            |
| Aquarius               |             | Aquàrid               |
| Aries                  |             | Arietid (anglès)      |
| Auriga                 |             | Aurígid               |
| Bootes                 |             | Bootid (anglès)       |
| Cancer                 |             | Cancrid (anglès)      |
| Carina                 |             | Carinid (anglès)      |
| Capricornus            | Caprian     | Capricornid           |
| Centaurus              |             | Centaurid             |
| Cetus                  |             | Cetid                 |
| Coma Berenices         |             | Coma Berenicid        |
| Corona Austrina        |             | Corona Austrinid      |
| Crux                   |             | Crucid                |
| Cygnus                 |             | Cygnid                |
| Dorado                 |             | Doradid               |
| Draco                  |             | Dracònid              |
| Eridanus               |             | Eridanid              |
| Gemini                 |             | Geminid               |
| Hydra, Hydrus          |             | Hydrid                |
| Leo                    |             | Leonid                |
| Leo Minor              |             | Leo Minorid           |
| Libra                  |             | Librid                |
| Lyra                   |             | Lyrid                 |
| Monoceros              |             | Monocerotid           |
| Norma                  |             | Normid                |
| Ophiuchus              |             | Ophiuchid             |
| Orion                  |             | Orionid               |
| Pavo                   |             | Pavonid               |
| Pegasus                |             | Pegasid               |
| Perseus                |             | Perseid               |
| Phoenix                |             | Phoenicid             |
| Pisces                 |             | Piscid                |
| Piscis Austrinus       |             | Piscis Austrinid      |
| Puppis                 |             | Puppid                |
| Sagittarius            | Sagittarian | Sagittariid           |
| Scorpius               |             | Scorpiid              |
| Taurus                 |             | Taurid                |
| Ursa major, Ursa minor |             | Ursid                 |
| Vela                   |             | Velid                 |
| Virgo                  |             | Virginid              |
| zodíac                 | zodiacal    |                       |